# Validering (lægemiddelfremstilling)
Validering er en proces, hvor der bliver etableret dokumenteret bevis, der demonstrerer at en procedure, en proces eller en aktivitet der er blevet udført under test og efterfølgende produktion har det ønskede niveau af compliance i alle stadier. I farmaceutisk industri er det en vigtig aktivitet, der sikrer at virksomheder lever op til regulatoriske krav. Det er desuden vigtigt, at processen konsistent kan producere med det forventede resultat. Det ønskede resultat bliver etableret på baggrund af specifikationer for processen. Kvalificering af systemer og udstyr er derfor en del af valideringsprocessen. Validering er et krav både inden for farmaceutisk industri, medicinsk udstyr og fødevarer, hvor forskelige myndigheder som Food and Drug Administration sikrer at producenter lever op til deres god dokumentationspraksis. 
Validering er et bredt område, der dækker både procedurer, processer og andre aktiviteter, og inkluderer således:
- Udstyrsvalidering
- Anlægsvalidering
- HVAC system validering
- Rengøringsvalidering
- Procesvalidering
- Analytiisk metodevalidering
- Computer system validering (CSV)

Derudover er der en række aktiviteter til kvalifering af systemer og udstyr, som er inddelt i undergrupper eller faser, hvilket inkluderer:
- Designkvalificering (engelsk Design qualification forkortet DQ)
- Komponentkvalificering (engelsk Component qualification forkortet CQ)
- Installationskvalificering (engelsk Installation qualification forkortet IQ)
- Funktionskvalificering (engelsk Operational qualification forkortet OQ)
- Præstationskvalificering (engelsk Performance qualification forkortet PQ)

Konceptet validering blev foreslået første gang af to ansatte på Food and Drug Administration, Ted Byers and Bud Loftus, i 1979 for at forbedre kvaliteten af lægemidler.